# 清華 (人名)
清華（？—？），滿洲鑲紅旗人，清朝官員，由官學生考上中書。

## 生平
他於1793年任台灣知府，後返回中國大陸任官，之後歷練多任官職後，又在1806年（嘉慶11年）奉旨擔任按察使銜分巡台灣兵備道，為台灣清治時期這階段的地方統治者。